# Discinesia induzida por levodopa
A discinesia induzida por levodopa (LID) é uma forma de discinesia associada à levodopa (l-DOPA), usada para tratar a doença de Parkinson . É caracterizada pelo surgimento de movimentos involuntários hipercinéticos. A discinesia pode ocorrer no pico do efeito da l-dopa, no início e no final da dose, ou entre as doses.
No contexto da doença de Parkinson (DP), a discinesia é frequentemente o resultado da terapia de dopamina a longo prazo. Estima-se que, para cada ano de exposição à levodopa, cerca de 10% das pessoas com DP desenvolvem flutuações e discinesia. Em um estudo prospectivo de acompanhamento ao longo de 10 anos, 254 (35%) de 734 pacientes desenvolveram flutuações. Com isso, as flutuações são uma fonte de incapacidade para pacientes com DP. com uma parte significativa de pacientes afetados aumentando ao longo do tempo. Com base na relação com a dosagem de levodopa, a discinesia ocorre mais comumente no momento do pico de concentração plasmática de l-DOPA e, portanto, é chamada de discinesia de pico de dose (PDD). À medida que a doença progride, os pacientes podem apresentar sintomas de discinesia difásica (DD), que ocorre quando a concentração do medicamento aumenta ou diminui. Se a discinesia se tornar muito grave ou prejudicar a qualidade de vida do paciente, pode ser necessária uma diminuição na administrarção da l-Dopa, porém isso pode resultar em implicações como uma piora do desempenho motor. Uma vez estabelecida, a LID é difícil de tratar. Entre os tratamentos farmacológicos, o antagonista do N -metil- D -aspartato (NMDA), (um receptor de glutamato ), a amantadina, provou ser clinicamente eficaz em um pequeno número de ensaios clínicos randomizados controlados por placebo, enquanto muitos outros só se mostraram promissores em modelos animais. As tentativas de moderar a discinesia pelo uso de outros tratamentos, como a bromocriptina (Parlodel), um agonista da dopamina, parecem ser ineficazes. Para evitar discinesia, pacientes com a forma de início precoce da doença ou doença de Parkinson de início precoce (DPPC) muitas vezes hesitam em iniciar a terapia com l-DOPA até que seja absolutamente necessário, por medo de sofrer discinesia grave mais tarde. As alternativas incluem o uso de agonistas de DA (ou seja, ropinirol ou pramipexol) em vez do tratamento precoce com l-DOPA, o que atrasa o uso de l-DOPA. Além disso, uma revisão mostra que os pró-fármacos l-DOPA altamente solúveis podem ser eficazes para evitar as oscilações de concentração sanguínea in vivo que potencialmente levam a flutuações motoras e discinesia.
Há muito tempo acredita-se que a discinesia induzida por levodopa surge por meio de alterações patológicas na transdução de sinal pré-sináptico e pós-sináptico na via nigroestriatal ( estriado dorsal ). Acredita-se que o estágio da doença, a dosagem de l-DOPA, a frequência do tratamento com l-DOPA e a juventude do paciente no início dos sintomas contribuem para a gravidade dos movimentos involuntários associados à DIL.
Em experimentos que empregam gravações eletrofisiológicas em tempo real em animais acordados e ativos, foi demonstrado que as LIDs estão fortemente associadas a oscilações gama corticais acompanhadas de superexpressão de Δc-fos, provavelmente devido a uma desregulação da sinalização de dopamina nos circuitos dos gânglios córtico-basais. Isso foi concluído, em parte, pela redução da coloração da tirosina hidroxilase (TH) no córtex - e pelo fato de que um antagonista do receptor de dopamina 1, administrado exclusivamente no córtex, aliviou a discinesia em seu pico.
A superexpressão de ΔFosB no estriado dorsal (via da dopamina nigroestriatal) por meio de vetores virais gera discinesia induzida por levodopa em modelos animais da doença de Parkinson . O ΔFosB estriado dorsal é superexpresso em roedores e primatas com discinesias; além disso, estudos post-mortem de indivíduos com doença de Parkinson que foram tratados com levodopa também observaram superexpressão semelhante do ΔFosB estriado dorsal.

## Tratamento
Levetiracetam, um medicamento antiepiléptico que demonstrou reduzir a gravidade das discinesias induzidas por levodopa, demonstrou diminuir, de forma dependente da dose, a indução da expressão de ΔFosB estriatal dorsal em ratos quando coadministrado com levodopa. Embora o mecanismo de transdução de sinal envolvido neste efeito seja desconhecido.
A nicotina (administrada por adesivos dérmicos) também demonstrou melhorar a discinesia induzida por Levodopa e outros sintomas de DP.
Em 2017, a FDA aprovou o primeiro tratamento para discinesia induzida por levodopa em pacientes com Parkinson: Gocovri, amantadina fabricada pela Adamas Pharmaceuticals. O mavoglurant e a cetamina também são atualmente estudados para o tratamento desta doença.
O mesdopetam está em desenvolvimento para o tratamento da discinesia induzida por levodopa.